# Galeodes olivieri
Galeodes olivieri är en spindeldjursart som beskrevs av Simon 1879. Galeodes olivieri ingår i släktet Galeodes och familjen Galeodidae. Inga underarter finns listade i Catalogue of Life.